# Déjà Vu
Déjà Vu är ett musikalbum från 1970 med rockgruppen Crosby, Stills, Nash & Young, deras första där Neil Young deltar efter att tidigare ha släppt ett album under namnet Crosby, Stills & Nash.
Albumet levde gott och väl upp till de högt ställda förväntningarna efter framgångarna med albumet Crosby, Stills & Nash från året innan. Albumet nådde förstaplatsen på albumlistan i USA och de tre singlarna "Teach Your Children", "Our House" och "Woodstock" nådde #30, #16 respektive #11 på singellistan.

## Låtlista
1. "Carry On" (Stills) - 4:25
2. "Teach Your Children" (Nash) - 2:53
3. "Almost Cut My Hair" (Crosby) - 4:25
4. "Helpless" (Young) - 3:30
5. "Woodstock" (Joni Mitchell) - 3:52
6. "Déjà Vu" (Crosby) - 4:10
7. "Our House" (Nash) - 2:59
8. "4 + 20" (Stills) - 1:55
9. "Country Girl" (Young) - 5:05
  - "Whiskey Boot Hill"
  - "Down, Down, Down"
  - "Country Girl (I Think You're Pretty)"
10. "Everybody I Love You" (Stills, Young) - 2:20

## Medverkande
- David Crosby - gitarr, sång
- Stephen Stills - bas, gitarr, keyboard, sång
- Graham Nash - gitarr, keyboard, sång
- Neil Young - gitarr, munspel, piano, keyboard, sång
- Greg Reeves - bas, percussion
- Dallas Taylor - trummor, percussion
- Jerry Garcia - pedal steel guitar
- John Sebastian - munspel

## Listplaceringar
| Lista (1970)   | Position            |
| -------------- | ------------------- |
| Australien     | 1 (Go Set)          |
| Finland        | 17                  |
| Frankrike      | 3                   |
| Japan          | 36 (Oricon)         |
| Kanada         | 1 (RPM)             |
| Nederländerna  | 1                   |
| Norge          | 11 (VG-lista)       |
| Storbritannien | 5 (UK Albums Chart) |
| Sverige        | 8* (Kvällstoppen)   |
| USA            | 1 (Billboard 200)   |